# Thusitha Jayasundera
Thusitha Jayasundera (1971) is een in Sri Lanka geboren Britse actrice.

## Biografie
Jayasundera studeerde in 1993 af aan de Royal Academy of Dramatic Art in Bloomsbury.
Jayasundera begon in 1994 met acteren in de televisieserie The All New Alexei Sayle Show, waarna zij nog in meerdere televisieseries en films speelde. Zij is vooral bekend van haar rol als Ramani De Costa in de televisieserie The Bill waar zij in 92 afleveringen speelde (2003-2006). 	

## Filmografie

### Films
- 2017 The Foreigner - als Mira
- 2015 The C Word - als therapeute

### Televisieseries
Uitgezonderd eenmalige gastrollen.
- 2022 The Lord of the Rings: The Rings of Power - als Malva - 6 afl.
- 2016-2018 Humans - als Neha Patel - 13 afl.
- 2015-2017 Doctor Foster - als Ros Ghadami - 9 afl.
- 2014 Lewis - als Ayesha Nooran - 2 afl.
- 2012 Silent Witness - als DS Ayesha Masood - 2 afl.
- 2010 Above Suspicion 2: The Red Dahlia - als Veronica Malins - 2 afl.
- 2003-2006 The Bill - als Ramani De Costa - 92 afl.
- 1999-2002 Holby City - als Tushara 'Tash' Bandara - 51 afl.

- Gemeinsame Normdatei: 1202528554
- International Standard Name Identifier: 0000 0004 9832 1397
- Library of Congress Control Number: no2017081432
- Système universitaire de documentation: 235053511
- Virtual International Authority File: 2615149919431706650007
- WorldCat: E39PBJhtbCcVV9PqXKXPMkF3Qq